# Michel Aoun
Michel Aoun Naim (tiếng Ả Rập: ميشال عون, phát âm tiếng Ả Rập: phát âm tiếng Ả Rập: [miːʃaːl ʕa.uːn]; sinh ngày 30 tháng 9 năm 1933) là tổng thống của Liban. Ông được bầu làm tổng thống vào ngày 31 tháng 10 năm 2016 trong phiên bầu cử lần thứ 46 của Quốc hội Lebanon, phá vỡ bế tắc 29 tháng. Ông là một tín đồ Công giáo Maronite và là người sáng lập của Phong trào Yêu nước Tự do.
Michel Aoun đã được bổ nhiệm làm đại tướng Liban vào năm 1984. Từ ngày 22 tháng 9 năm 1988 đến 13 tháng 10 năm 1990, Aoun từng là Thủ tướng Chính phủ sau khi được bổ nhiệm bởi Tổng thống lúc đó rời Liban Amine Gemayel là người đứng đầu chính phủ Lebanon và Thủ tướng lâm thời. Quyết định gây tranh cãi đã thấy sự nổi lên của hai chính phủ đối thủ tranh cho quyền lực tại thời điểm đó, một bằng chung Aoun và thủ tướng khác Selim Hoss.
Aoun tuyên bố một "cuộc chiến tranh giải phóng" chống lại các lực lượng quân đội Syria vào ngày 14 tháng 3 năm 1989. Ngày 13 tháng 10 năm 1990, các lực lượng Syria xâm chiếm thành trì Aoun bao gồm cả dinh tổng thống ở Baabda, giết chết hàng trăm binh sĩ Lebanon và dân thường. Aoun bỏ chạy đến Đại sứ quán Pháp ở Beirut, và sau đó đã được cấp tị nạn ở Pháp, nơi ông sống lưu vong trong 15 năm 1990-2005.